# Uluguruklauwier
De uluguruklauwier (Malaconotus alius) is een zangvogel uit de familie Malaconotidae (bosklauwieren). Het is een ernstig bedreigde, endemische vogelsoort van tropisch hellingbos in Midden-Tanzania. 

## Kenmerken
De vogel is 22 tot 24 cm lang. Het is een vrij grote, plompe bosklauwier. Van boven is de vogel egaal donker, olijfkleurig groen en van onder kanariegeel. De kopkap is zwart evenals de haaksnavel. Het vrouwtje is wat doffer van kleur. Het is de enige klauwier met een zwarte kop, die in bos voorkomt.

## Verspreiding en leefgebied
Deze soort is endemisch in centraal Tanzania. Het is een vogel van ongerept montaan, tropisch regenbos op hoogten tussen 1200 en 1800 m boven de zeespiegel in het Ulugurugebergte. Er is niets bekend over het voortplantingsgedrag van deze vogel.

## Status
De uluguruklauwier heeft een zeer klein verspreidingsgebied en daardoor is de kans op uitsterven aanwezig. De grootte van de populatie werd in 2011 door BirdLife International geschat op 3600 individuen en de populatie-aantallen nemen af. In 1955 was het leefgebied nog 300 km² groot, in 2001 was het  door ontbossing geslonken tot 230 km² en in 2017 nog maar 43 km².  Uit onderzoek bleek ook dat de aantallen tussen 2006 en 2015 niet noemenswaardig waren gedaald. Om deze redenen staat deze soort niet meer als ernstig bedreigd (kritiek), maar als bedreigd op de Rode Lijst van de IUCN.